# Günther Palten
Günther Palten (ur. 3 marca 1903 w Szybowicach jako Günther Patschowsky, zm. 17 maja 1945 w Vorderstade lub Hamburgu) – niemiecki prawnik, SS-Brigadeführer.

## Życiorys

### Wykształcenie i początki kariery
Urodził się w Szybowicach koło Prudnika jako Günther Patschowsky. Był synem pastora. Studiował prawo na Uniwersytecie Wrocławskim. Pierwszy egzamin prawny zdał 28 lutego 1925. Od października 1925 do czerwca 1928 pracował w Sądzie Rejonowym we Wrocławiu. Patschowsky zakończył edukację 11 grudnia 1928, zdając Wielki Egzamin Państwowy.
Pracował jako prawnik. Zrezygnował z tego w czerwcu 1929 i zatrudnił się w prokuraturze we Wrocławiu. Jako prokurator Patschowsky, który był politycznie bliski radykalnej prawicy politycznej, wykorzystał swoją pozycję, by ścigać przestępstwa polityczne popełniane przez socjaldemokratów i komunistów, a równocześnie wstrzymywał działania prokuratury wymierzone w przedstawicieli partii prawicowych.
1 czerwca 1931 Patschowsky wstąpił do NSDAP (członek nr 566,217), a 4 kwietnia 1932 do SS (członek nr 40,064). Według Shlomo Aronsona 15 sierpnia 1932 został dowódcą regularnej jednostki SS we Wrocławiu, a 15 września tego samego roku został jednym z pierwszych pracowników z wyższym wykształceniem   w SD kierowanym przez Reinharda Heydricha.

### Praca w policji i kariera wojskowa
W 1933 Patschowsky został zastępcą szefa komisariatu policji we Wrocławiu Edmunda Heinesa. W grudniu tego samego roku został członkiem Gestapo w Berlinie, gdzie zastąpił Hansa Oelze na stanowisku Kierownika Wydziału IV.
Patschowsky, jako agent Heydricha i Himmlera, był zaangażowany w spisek przeciwko Rudolfowi Dielsowi wiosną 1934 roku, która zakończyła się powołaniem Heydricha na nowego szefa Gestapo w kwietniu 1934 roku.
Od 1935 do 1937 lub 1938 Patschowsky był zastępcą szefa policji w Gliwicach. W październiku 1937 zrezygnował ze swojego wcześniejszego nazwiska, które teraz brzmiało dla niego zbyt polsko i przyjął imię Günther Palten.
18 lipca 1938 Palten został mianowany szefem policji górnośląskiego obszaru przemysłowego z siedzibą w Gliwicach. Tam brał udział w masowych relokacjach i deportacjach Żydów przez granicę do Polski, co miało miejsce na dużą skalę w ostatnim roku przed wybuchem II wojny światowej. W 1940 został prezydentem rejencji opolskiej.
Krótko po zakończeniu II wojny światowej Palten w niewoli alianckiej popełnił samobójstwo 17 maja 1945, aby uniknąć ekstradycji do Polski.

## Awanse
- 15 sierpnia 1932 – SS-Truppführer
- 5 marca 1933 – SS-Untersturmführer
- 9 listopada 1933 – SS-Obersturmführer
- 4 lipca 1934 – SS-Hauptsturmführer
- 20 czerwca 1935 – SS-Standartenführer
- 9 listopada 1938 – SS-Oberführer
- 21 lipca 1944 – SS-Brigadeführer